# Трудове (Ізмаїльський район)
Трудове́ (до 1945 — Дракуля) — село Кілійської міської громади у Ізмаїльському районі Одеської області в Україні. Населення становить 1487 осіб.
Засноване 1805 р. запорізькими козаками.

## Населення
Згідно з переписом 1989 року населення села становило 1655 осіб, з яких 768 чоловіків та 887 жінок.
За переписом населення 2001 року в селі мешкало 1425 осіб.

### Мова
Розподіл населення за рідною мовою за даними перепису 2001 року:
| Мова       | Відсоток |
| ---------- | -------- |
| українська | 84,06 %  |
| румунська  | 8,81 %   |
| російська  | 5,65 %   |
| болгарська | 0,47 %   |
| гагаузька  | 0,47 %   |
| циганська  | 0,4 %    |
| білоруська | 0,07 %   |

## Відомі люди
- Іващенко Василь Григорович — депутат Верховної Ради УРСР 9-го скликання.
- Фунтовий Іван Іванович (1978—2022) — український громадський діяч, волонтер. Учасник російсько-української війни.